# Leo Hilberath
Leo Hilberath  (* 11. April 1903 in Remagen; † 1967) war ein deutscher Kommunalwissenschaftler, Volkswirt und Soziologe. Nach einer kommunalwissenschaftlichen und soziologischen Ausbildung noch während der Weimarer Republik, arbeitete Hilberath in der NS-Zeit vor allem in der nationalsozialistischen Kommunalwissenschaft und Raumforschung. Hilberath zählte zu jenen Soziologen, die auch in der Diktatur empirische Soziologie beförderten und darin durch offizielle Stellen (Reichsnährstand, Deutsche Forschungsgemeinschaft, Reichsarbeitsgemeinschaft für Raumforschung, Deutsche Arbeitsfront u. a.) auch unterstützt wurden. 1941/42 geriet Hilberath in KZ-Haft. Zwischen 1947 und 1955 leitete Hilberath die „Erste deutsche Journalistenschule“ in Aachen (gemeinsam mit Carl Max Maedge; weiteres Gründungsmitglied: Hanna Meuter).

## Ausbildung in Köln und soziologische Feldforschung
Seine Kindheit und Jugend verbrachte Hilberath in Remagen und Bad Neuenahr-Ahrweiler. Er besuchte das Realgymnasium in Ahrweiler. Ostern 1919 erreichte er die Obersekundareife. Seine berufliche Karriere startete der Rheinländer in der örtlichen Gemeindeverwaltung. Er arbeitete im Landratsamt Ahrweiler, in der Kreisausschussverwaltung Ahrweiler und im Landbürgermeisteramt in Ringen bis in das Jahr 1925 hinein. Hilberath ergriff aber dann doch ein passendes akademisches Studium (Berechtigung: „mit kleiner Matrikel“). Ab dem Wintersemester 1925/26 begann er ein kommunalwissenschaftliches Studium an der Rechts- und Staatswissenschaftlichen Fakultät der Universität Köln. Er legte die kommunale Vorprüfung im Sommersemester 1926 ab; am 19. Juli 1927 wurde ihm das Kommunalbeamten-Diplom verliehen. Über eine Begabtenprüfung erreichte er im April 1928 die Berechtigung zum Studium „mit voller Matrikel“ und legte im Wintersemester 1928/29 die Diplom-Prüfung für Volkswirte ab. Zu seinen Lehrern zählten neben dem Soziologen Leopold von Wiese auch Heinrich Herkner und Erwin von Beckerath. Im Juli 1929 wurde Hilberath mit der Studie „Der Junggesellenverein in der Eifel. Ein Beitrag zur Soziologie der Männerbünde, Altersklassen und der Geschlechter“ (Köln 1931) von dem Kölner Soziologen von Wiese promoviert. Hilberath hatte zur Anfertigung der Studie empirische Feldforschung in der Eifel unternommen. Als Zweitgutachter trat der geschäftsführende Direktor des Forschungsinstituts für Sozialwissenschaften, der Regierungsrat Prof. Dr. Christian Eckert, auf. Hilberath wurde Hochschul-Assistent von Leopold von Wiese, der in dieser Zeit die Abteilung für Soziologie des Forschungsinstituts in Köln leitete. Er eignete sich Wissen zum Stand der sozialpolitischen Debatte an. Hans-Willi Wey kommt in seiner historischen Studie zu Mailehen zu der Einschätzung, dass Hilberath mit seiner Untersuchung Kennzeichen sozialen Wandels vor allem im ländlichen Raum recht detailliert beschrieben hatte:
„Beobachtungen, die Hilberath (...) unter feldforschungsähnlichen Untersuchungsbedingungen im Kreis Ahrweiler machte, bestätigen den unaufhaltsamen Brauchwandel unter den Einflüssen von Verstädterung und Industrialisierung. Die primär soziologisch ausgerichtete Analyse kommt zu dem Schluß, daß der Eifeler Junggesellenverein und seine Institutionen, insbesondere die der Mailehenversteigerung, sich in einer Phase der Umbildung, Auflösung und Revitalisierung befänden. Da die Schaffung von Paarbeziehungen unter ledigen Frauen und Männern durch den gesellschaftlichen Wandel vielfach erleichtert worden und auch auf persönlicher Ebene möglich sei, erübrige sich die brauchmäßige Zusammenfügung der Mailehenpaare durch die Junggesellen. Der Brauch könne dort sogar als besonders störend empfunden werden, wo bereits mit einer verstärkten Herausbildung von Interessenvielfalt und Individualisierung der Bevölkerung zu rechnen sei. Hilberath (...) hat dabei nicht verkannt, daß die Position der Frauen unter den Zwängen der Mailehenversteigerung in stärkerem Maße von diesem Wandel betroffen wurde.“
Hilberath stand der beziehungssoziologischen Lehre von Wieses nahe und er wurde zudem ein 'Schüler' Hugo Lindemanns, vormals Leiter der Abteilung Sozialpolitik des Forschungsinstitut für Sozialwissenschaften. Mit weiteren Schülern von Leopold von Wiese blieb Hilberath zum Teil über Jahrzehnte verbunden: Hanna Meuter, Willy Gierlichs, Wilhelm Vleugels u. a. Hilberath wird zur Kölner Schule der Soziologie gezählt.
Auch in den folgenden Jahren befasste sich Hilberath mit weiteren soziologischen Erhebungen. Gemeinsam mit der Volkswirtin Annemarie Wissdorf (Deutscher Hausfrauenverband) fertigte er eine Fragebogenuntersuchung zum Berufs- und Lebensschicksal der Verkäuferin im Lebensmittelhandel an. Die zunächst auf der Basis von 4.000 Fragebogen begonnene schriftliche Befragung scheiterte, nachdem die Untersuchung – so Hilberath – in der Kölner Lokalpresse skandalisiert worden war. Hilberath und Wissdorf nahmen in der ersten Jahreshälfte 1931 dann mündliche Befragungen vor. In der Untersuchung wurden schließlich fünfhundert, zum Teil erwerbslose Verkäuferinnen durch Annemarie Wissdorf befragt. Die Untersuchung enthielt wesentlich sachliche Angaben über die soziale Herkunft, die Schul- und Berufsausbildung, die Arbeitsverhältnisse und das Einkommen der Befragten. Im Nachwort der erst 1934 veröffentlichten Untersuchungsergebnisse kam Hilberath zu dem Schluss, dass das Kultur- und Freizeitleben der Arbeitnehmerschichten beeinflusst werde müsse und das die „Kraft durch Freude“-Organisation der Deutschen Arbeitsfront dieses nun leiste.

## Leo Hilberaths wechselvolle Laufbahn in der NS-Raumforschung und Raumplanung
Nach der 'Machtergreifung' der Nationalsozialisten im Januar 1933 war Hilberath an der Universität Köln entlassen worden, weil er als Gefolgsmann des Sozialdemokraten Hugo Lindemann wahrgenommen wurde, der ebenfalls seine Anstellung verlor. Hilberath fand einen Wiedereinstieg in seinen Beruf als Referent und Abteilungsleiter im Kommunalwissenschaftlichen Institut an der Friedrich-Wilhelms-Universität Berlin. Damit in Verbindung standen auch Tätigkeiten beim Deutschen Gemeindetag und in der Kommunalabteilung des Reichsinnenministeriums. Spätestens im Laufe des Jahres 1936 arbeitete Hilberath auch der Reichsarbeitsgemeinschaft für Raumforschung (RAG) zu. Gemeinsam mit der Soziologin Erika Fischer rezipierte Hilberath für die RAG-Zeitschrift „Raumforschung und Raumordnung“ diverse Berichte zum Stand der Raumplanung des Auslandes – unter besonderer Berücksichtigung ihrer sozialwissenschaftlichen Aspekte. Venhoff nennt den Forschungsbericht Hilberaths an die RAG „Entwicklung und gegenwärtige Lage von Bevölkerung und Wirtschaft in Alt-Jaromierz-Hauland“ (1937). In der RAG-Zeitschrift „Raumforschung und Raumordnung“ erschienen von Hilberath außerdem Aufsätze zur neu initiierten NS-Verwaltungswissenschaft. Auch im Rahmen der Kommunalwissenschaft publizierte er.

Im Jahr 1939 erhielt Hilberath über den Etat der RAG 2.500 Reichsmark für eine Untersuchung zur "Siedlungsstruktur Polens". Er wurde auch in dem RAG-Forschungsband „Volk und Lebensraum“ (1938) namentlich erwähnt. Hilberath nahm als Vertreter der Reichsstelle für Raumordnung (RfR) an Tagungen des fachwissenschaftlichen Arbeitskreis "Zentrale Orte" der RAG teil. Womit Hilberath sich bei der RfR/RAG befasste, wird auch durch eine weitere Quelle deutlich. In der 1940 von der RAG (bzw. Paul Ritterbusch) herausgegebenen Bibliographie Der Neue Deutsche Osten heißt es in der Einleitung:
„Die vorliegende Bibliographie der neuen Ostgebiete ist aus praktischen Bedürfnissen entstanden. Sie beruht auf umfassenden Material, das im Auftrag der Reichsarbeitsgemeinschaft für Raumforschung unter Anleitung von Staatsarchivrat Bellee im Preußischen Geheimen Staatsarchiv und in der Publikationsstelle zusammengestellt worden ist. Die Bearbeitung des Materials für den gegenwärtigen Zweck nahm im Auftrag der Reichsarbeitsgemeinschaft für Raumforschung Fräulein Dr. Erika Fischer vor. Für die Ergänzung und Überprüfung des Materials sind wir Herrn Dr. R.A. Klostermann, Herrn Dr. Curt Poralla, Herrn Dr. Leo Hilberath und dem Osteuropa-Institut in Breslau zu Dank verpflichtet. In ihrer gegenwärtigen Form ging die Bibliographie aus den Untersuchungen des kriegswichtigen Ostforschungsprogramms der Reichsarbeitsgemeinschaft für Raumforschung hervor und soll demgemäss in erster Linie für die Zwecke des Neuaufbaus in den Ostgebieten die notwendigen wissenschaftlichen Unterlagen liefern."
Hilberath arbeitete auch an der RAG-Sonderveröffentlichung Die Sudetenländer im Schrifttum. Eine Bibliographie (1941) mit. An der Berliner Universität war die Kommunalwissenschaft vergleichsweise eng mit der Raumforschung verbunden. Der Leiter der dortigen Hochschularbeitsgemeinschaft für Raumforschung (HAG) war der Kommunalwissenschaftler Kurt Jeserich. Im Dezember 1940 fungierte Leo Hilberath als stellvertretender Leiter der Hochschularbeitsgemeinschaft für Raumforschung an der Universität Berlin. Hilberath vertrat in dieser Position nach mündlicher Absprache Harry Goetz - ebenfalls Kommunalwissenschaftliches Institut. Da Hilberath aber auch als Referent in die Dienste der RfR getreten war, machte RAG-Leiter Paul Ritterbusch den Rektor der Berliner Universität darauf aufmerksam, dass eine Person nicht gleichzeitig Referent der RfR und stellvertretender HAG-Leiter sein könne; zudem war Hilberath nicht habilitiert. Hilberath wurde daraufhin im Juli 1941 durch den Agrarsoziologen und Raumforscher Hans Weigmann abgelöst.
Hilberath geriet auch anderweitig in die Auseinandersetzungen zwischen der Reichsarbeitsgemeinschaft für Raumforschung, der Reichsstelle für Raumordnung und dem Reichskommissariat für die Festigung deutschen Volkstums (RKF). Eine unbotmäßige Kritik an Konrad Meyer in einem Jahrbuch soll nach der Einschätzung von Michael Venhoff zu Hilberaths Entlassung bei der RfR geführt haben; was widersprüchlich ist, weil Meyer von Anfang an eigene Kämpfe mit der Reichsstelle ausfocht. Zudem verteidigte Leo Hilberath Konrad Meyer nach Beendigung des Nationalsozialismus in einem Leserbrief an die Zeitschrift „Der Spiegel“ (1954), indem er Meyers Rolle so darstellte, dass in den von ihm mit herausgegebenen Publikationen (gemeint war in diesem Fall die Zeitschrift „Neues Bauerntum“) durchaus „sachliche Kritik“ an Heinrich Himmlers „gewalttätigen Eindeutschungen“ im Rahmen der SS-Siedlungspolitik hätte geübt werden dürfen. Für Hilberath war darum auch nicht der für ihn „sachlich“ argumentierende Planungsfachmann Konrad Meyer das Problem, sondern „die 150prozentigen Nazis mit ihren überspitzten und zum Teil unmenschlichen Forderungen“. Zu diesen Nazis zählte er den damaligen Agrarwissenschaftler Theodor Oberländer.
Nach eigenen Angaben wurde Hilberath ab Juli 1941 als wissenschaftlicher Leiter „zur Planungsabteilung für Böhmen beim Landespräsidium in Prag“ versetzt. Warum Hilberath noch im gleichen Jahr in ein Konzentrationslager gesperrt wurde (1941/42), ist bisher wenig erforscht.

## Hilberath in der Nachkriegszeit: Hinwendung zur Demokratie
Nach dem Krieg arbeitete Hilberath zunächst als Referent der Kommunalpolitischen Zentralstelle der SPD (ab 1946). In dieser Zeit wurde mit Unterstützung der amerikanischen Militärregierung in Aachen die „Erste Deutsche Journalistenschule – Akademie für Publizistik e.V.“ gegründet. Hilberath leitete ab Januar 1947 diese Schule, die wesentlich auch durch die Soziologin Hanna Meuter und Carl Max Maedge aufgebaut wurde. „Die Institution wollte zur Demokratisierung Deutschland beitragen.“ Leo Hilberath publizierte nun auch in Zeitschriften, die sich bewusst die demokratische Neuausrichtung in den Westzonen zum Ziel gesetzt hatten. So berichtete er über „Wissenschaft, Universität und Politik“ in der zweiten Ausgabe der Zeitschrift Die Umschau. Internationale Revue (Schriftleitung: Heinz Maus, Februar 1947, S. 207ff.).
Die Journalisten-Schule musste 1955 aufgrund sinkender Studentenzahlen schließen. Verschiedene Veröffentlichungen von Leo Hilberath erschienen im Archiv für Publizistik (AfP), darunter die Festschrift für Hanna Meuter. Zum 60. Geburtstag am 30. Januar 1949 von Freunden und Schülern dargebracht (Aachen 1949) und Grundsätzliches zur Ausbildung von Journalisten: Ansprache zur Eröffnung des Wintersemesters 1952/53 der Ersten Deutschen Journalistenschule am 4. November 1952 (AfP, 1952).
Auch auf dem XIV. Internationalen Soziologenkongress in Rom war Hilberath mit einem Aufsatz vertreten („Gedanken zum Funktionswandel der Parteien und ihres Verhältnisses zum Staat“, 1950).
Der Soziologe Heinz Maus, der 1949 kurzfristig an der Aachener Journalistenschule eine Dozentur innehatte, beschrieb Hilberaths Forschungsinteressen im Internationalen Soziologenlexikon folgendermaßen: „H. faßt die Soziologie neben der Sozialpsychologie als Grundlage der Sozialforschung überhaupt wie insbesondere der Politischen Wissenschaft auf und ist bemüht, sie in der Verwaltungswissenschaft und der Publizistik anzuwenden.“

## Mitgliedschaften
- Verein für die Geschichte Berlins e.V.